# Băhnișoara
Băhnișoara es una localidad rumana de la comuna de Bahna, en el condado de Neamț.

## Historia
Hacia finales del siglo XIX, la localidad, que por entonces pertenecía al antiguo condado de Roman, formaba parte de la comuna de Bahna y tenía contabilizada una población de 308 habitantes, todos rumanos.
En la segunda mitad del siglo XX la localidad había pasado a formar parte del condado de Neamț. En el censo de 2021 la localidad tenía una población de 338 habitantes.